# Mémorial des victimes de l'accident aérien du vol West Caribbean 708
Le Mémorial des victimes de la catastrophe aérienne du vol West Caribbean 708 est un mémorial commémorant les 160 victimes de la castrophe aérienne du vol West Caribbean Airways 708, installé au cimetière du Père-Lachaise, à Paris en France.

## Catastrophe aérienne
Le vol West Caribbean Airways 708 (code : YH 708) de la compagnie aérienne colombienne West Caribbean Airways était un vol charter, affrêté par l'agence de voyages martiniquaise Globe Trotters de Rivière-Salée. Après avoir décollé de l'aéroport international de Tocumen (PTY), à Panama le 15 août 2005, il était en route pour Fort-de-France quand il s'est écrasé dans une région montagneuse de l'ouest du Venezuela, appelée serranía de Perijá, aux premières heures du mardi 16 août 2005. Les 160 personnes à bord, 152 passagers martiniquais qui rentraient d'une semaine de vacances au Panama et les huit membres d'équipage colombiens ont été tués.

## Historique
En juillet 2007, le Conseil municipal de Paris adopte l'attribution, à titre gratuit, d'un terrain de 4 m2 maximum au bénéfice de l'Association des victimes de la catastrophe aérienne du 16 août 2005 au Venezuela (AVCA) pour y édifier un monument commémoratif, sans dépôt de cendres ni de corps.
Le monument est inauguré le 17 novembre 2007, un peu plus de deux ans après la catastrophe en présence de Patrick Karam, délégué interministériel, Jean-Claude Beaujour, tête de liste UMP du 20e, Janine Maurice-Bellay, conseillère régionale, Charles Dagnet et Daniel Dalin du Collectifdom, Jean-Michel Rosenfeld, maire adjoint du 20e arrondissement de Paris, Jean-Claude Cadenet, délégué général à l'outre-mer de la mairie de Paris, ainsi que François Baroin.

## Caractéristiques
Le monument se compose de trois stèles verticales. La stèle centrale est en granit noir ornée d'une carte de la Martinique en granit blanc. Deux stèles en granit blanc sont placées autour et y est gravée la liste des victimes. Il est également rappelé d'autres accidents de l'aviation commerciale.

## Localisation

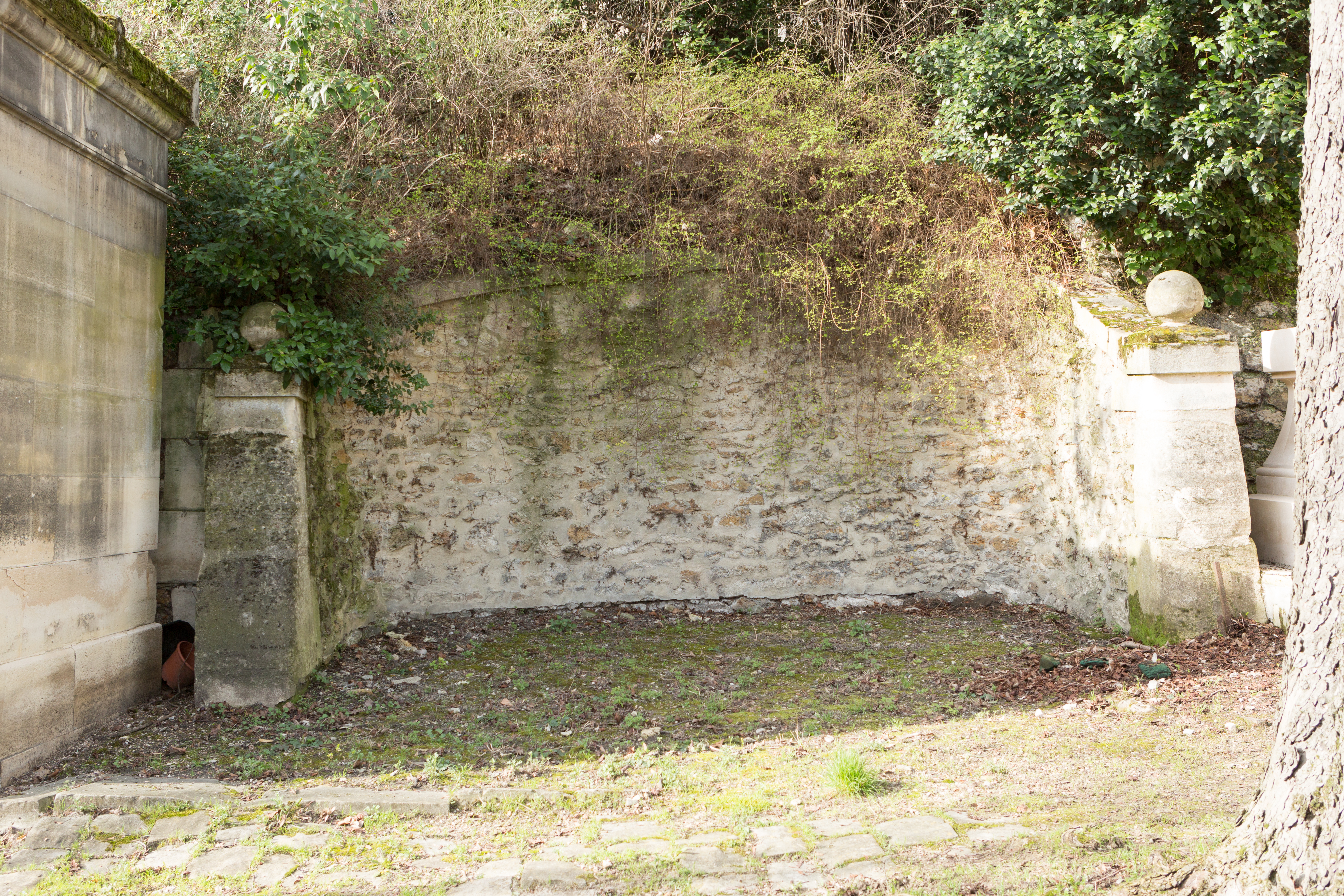
Emplacement écarté.

Le terrain est situé dans la 77e division, sur l'avenue circulaire, en limite du jardin du Souvenir. Le monument est à proximité immédiate du monument aux victimes de l'attentat contre le vol UTA 772, survenue au Niger en 1989, et du mémorial des victimes de la catastrophe aérienne de Charm el-Cheikh.
Deux emplacements avaient été proposés par la conservation du cimetière. L'autre emplacement écarté était situé sur la prestigieuse allée des Acacias qui regroupe des maréchaux et des grands généraux, dans la 37e division. Mais de cet emplacement, il est possible d'apercevoir le cardiotaphe du maréchal Jacques Nicolas Gobert qui participe au rétablissement de l'esclavage en Guadeloupe en 1802.